# Sirventès
Un sirventès o sirventés és un gènere de la poesia trobadoresca, condicionat pel contingut. Després de la cansó, és el gènere més estès entre la poesia trobadoresca conservada. S'anomena així perquè se servia de la melodia d'una cançó ja existent. Això era així per raons de temps, d'oportunitat en la seva aparició i perquè fos fàcilment recordada per tothom, ja que la gent coneixia la música i només li calia aprendre la lletra i la música coneguda contribuïa també a la seva difusió.
El sirventès és una poesia moralitzadora, d'atac personal, d'atac o propaganda política, de reprensió dels costums, etc. Les variants més importants són les següents:
- Sirventès moral: Blasma mals costums o abusos de determinats estaments socials, dona preceptes de comportament, critica la degeneració dels costums dels cavallers.
- Sirventès personal: Es tracta d'un atac, sàtira o invectiva contra persones odiades pel trobador autor del sirventès.
- Sirventès polític: El trobador es converteix en portaveu d'un país, un senyor o una política que defensa al mateix temps que ataca el país, el senyor o la política contrària.
- Sirventès literari: Es tracta de manifestos, exposició de gustos literaris, crítiques contra la manera de fer de determinat trobador.

Els sirventesos polítics són importants per conèixer les actituds de l'Europa occidental dels segles xii i xiii, per exemple:
- Les actuacions d'alguns reis de França i de la Corona d'Aragó
- La guerra de l'Església i França contra els albigesos, amb l'absentisme o intervenció de la Corona d'Aragó
- Les Croades d'Orient (veure cançó de croada)
- Els afers polítics d'Itàlia, entre els trobadors més tardans, ja sigui d'origen italià o instal·lats allà després de la Croada contra els albigesos.

Els límits de gènere, com és lògic no són absoluts. El sirventès-cançó, terme no inventat per la crítica moderna sinó que és usat ja per Falquet de Romans, participa dels dos gèneres, dedicant unes estrofes a un contingut propi del sirventès i altres a un contingut propi de la cançó. El sirventès-ensenhamen és una composició adreçada a un joglar indicant-li quin ha de ser el repertori que ha de dominar; molt sovint a aquestes composicions se'ls anomena ensenhamens però cal considerar-les més dins de la tipologia del sirventès.
A continuació un sirventès de Guillem de Berguedà contra Pere de Berga:
| I Trop ai estat sotz coa de mouton que non chantiei de ma dompna Ma Sogra, de la gensor que anc noiris en terra bocha e front et huoils clars e rizens E, fe qu·us dei, midonz, lo pros de Berga, et acuoil gen e coindej'et alberga. II E no.us cuidetz q'ieu m'oblit lo cordon qe·m det l'autrier de sa gonella groga, per qe.l maritz et eu·ns mesclem de gerra, don eu n'ai faitz mains bos envazimens e mains assautz, don Mos Sogr'es dolens, e·m cuidet dar l'ostal de Na Ramberga: mieus fo·l gazains la nuoit, qui.s vol s'i perga. III E prec Ihesu q'ira ni mal no.m don, ni gauch ni ben a·N Cogot de Savoga, tro qe·ns vejam plan en comb'o o en serra rengat amdui ab totas nostras gens; e parr'adoncs cals es lo plus valens ni cals ferra mieills de sa Schirimberga, que non es jorns per s'amor non la terga. IV Gen li pausiei los corns el capironm que tota ren pot hom dir mentre·is joga; et al partir ac tal corneill'esquerra que tornarai sans e sals e gauzens a la meillor e que es plus valens; e per m'amor prec li que non s'esperga, qu'eu vauc vezer lo rei navar part Lerga. V A Mon Sogre trametrai ma chansson, que par judieu q'iesca de sinagoga; e porta la·m, qui no·t clau o no·t serra, tu, Montanier, e non estias lens, qe riran en cavalliers e sirvens: tal mil diran que Ihesus lo somerga; c'usqex dira q'ieu meillur et enderga. VI A vos m'autrei, bona dompna de Berga: vos etz fins aurs, e vostres maritz merga. | I He estat massa sota cua de moltó sense cantar de madona ma Sogra, de la més gentil que mai nodrí en terra boca i front i ulls clars i riallers I, per la fe que us dec, mon senyor, la noble de Berga, i acull gentilment i complau i alberga. II I no us imagineu que jo m'oblido del cordó que em donà l'altre dia de la seva gonella groga, pel qual el marit i jo ens barrejarem en guerra, en què jo he fet molt bones escomeses i molts assalts, pels quals mon Sogre està dolgut, i s'imagina donar-me l'hostal de Na Ramberga: meu fou el guany durant la nit, qui vulgui hi perdi. III I demano a Jesús que ira i mal no em doni, ni goig ni bé a En Cogot de Savoga, fins que ens veurem clarament en coma o en serra arrenglerats ambdós amb totes nostres gents; i es palesarà aleshores qui és el més valent i qui copejarà millor amb sa xirimberga, perquè no hi ha dia que pel seu amor no l'eixugui. IV Gentilment li vaig posar les banyes al caperó, que tothom pot dir-ho mentre es juga; i en separar-nos tingué tal cornella esquerra que tornaré sa i estalvi i joiós a la millor i que és més valuosa: i pel meu amor li prego que no es desficiï, que jo vaig a veure el rei navarrès enllà de Lerga. V Al Meu Sogre trametré ma cançó, que sembla jueu que isca de sinagoga; i porta-me-la, si ningú no et tanca o et barra el pas, tu, Montaner. I no siguis lent, perquè en riuran el cavaller i el servent: mil d'ells diran que Jesús el submergí; i cadascú dirà que jo millor m'eleví. VI A vós m'atorgo, bona dama de Berga: vós sou or fi, i vostre marit merga. |